# Cistérniga
Cistérniga és un municipi de la província de Valladolid, a la comunitat autònoma de Castella i Lleó. Limita al nord amb Renedo de Esgueva, al sud amb Laguna de Duero, a l'est amb Tudela de Duero i a l'oest amb Valladolid.

## Demografia
| 1900 | 1930 | 1950 | 1970 | 1982 | 1992 | 1996 | 1998 | 2000 | 2006 |
| ---- | ---- | ---- | ---- | ---- | ---- | ---- | ---- | ---- | ---- |
| 1086 | 1119 | 1346 | 1062 | 1123 | 1774 | 2488 | 2725 | 3780 | 6680 |

## Administració
| Període      | Nom de l'alcalde/-essa | Partit polític | Data de possessió |
| ------------ | ---------------------- | -------------- | ----------------- |
| 1979 - 1983  | Fernando Peñas Prieto  | PSOE           | 19/04/1979        |
| 1983 - 1987  | Fernando Peñas Prieto  | PSOE           | 28/05/1983        |
| 1987 - 1991  | Fernando Peñas Prieto  | PSOE           | 30/06/1987        |
| 1991 - 1995  | Fernando Peñas Prieto  | PSOE           | 15/06/1991        |
| 1995 - 1999  | Fernando Peñas Prieto  | PSOE           | 17/06/1995        |
| 1999 - 2003  | Fernando Peñas Prieto  | PSOE           | 03/07/1999        |
| 2003 - 2007  | Fernando Peñas Prieto  | PSOE           | 14/06/2003        |
| 2007 - 2011  | Dionisio García Arranz | PP             | 16/06/2007        |
| 2011 - 2015  | Mariano Suárez Colomo  | PSOE           | 11/06/2011        |
| 2015 - 2019  | Mariano Suárez Colomo  | PSOE           | 13/06/2015        |
| 2019 - 2023  | n/d                    | n/d            | 15/06/2019        |
| Des del 2023 | n/d                    | n/d            | 17/06/2023        |